# Айзаной
Айзаной (др.-греч. Αἰζανοί, Эзаны, лат. Aezani) — древнегреческий полис на западе Анатолии. В 2012 году был передан на внесение в Список мирового наследия ЮНЕСКО.

## История
Поселение людей на этом месте известно из бронзовой эпохи, считается основанным около 3000 года до н. э. Превратился в город где-то с первой половины III тыс. до н. э. По легенде, город получил свое название от Азана (Эзана), одного из трёх сыновей Аркада и нимфы Эрато. В течение эллинистического периода город является объектом противостояния между Пергамом и Вифинией. В конце концов досталось первому, а в 133 году до н. э. вместе с Пергамским царством досталось Римской республике.
Город был важным политическим и экономическим центром в римское время. Здесь чеканили свои монеты. Недалеко от реки Пенкалас был возведён римский мост. Айзаной является первым зафиксированным местом в мире, где рассчитывали инфляцию, откуда распространяли расчёты на другие города. В 301 году был сведён Эдикт Диоклетиана об ограничении инфляции.
Во времена императора Диоклетиана город стал частью римской провинции Фригия Пакатиана (Фригия Секунда). Во времена императора Константина I превратился в центр епархии. Первоначально епископство было суфраганом Лаодикии, но когда Фригия Пакатиана была разделена на две провинции, она превратилась в суфраган Иераполиса, столицы новой провинции Фригия Пакатиана II. Его епископ Пистик (Пист) был участником Первого Никейского собора в 325 году. Другой епископ Пелагий был на синоде 518 года и на Втором Константинопольском соборе в 553 году. Григорий — на Труллановом соборе 692 года, Иоанн — на Втором Никейском соборе 787 года, а Феофан — на Константинопольских соборах 869 и 879 годов.
После VII века Аэзаны пришёл в упадок. Позже, во времена сельджуков, холм храма был преобразован в гиссар (крепость) монголами Чавдара, в честь которого названо поселение Чавдаргисар.

## Расположение
Расположено недалеко от нынешнего Чавдархисари, недалеко от Кютахьи, его руины расположены на берегу реки Пенкалас, 1 км над уровнем моря.

## Описание
В эллинистическую эпоху город был важным торговым центром в Малой Азии. Во времена римского императора Клавдия был возведён Храм Артемиды. Неподалёку от туннеля был вход в пещеру, где располагалось святилище Метер Стевнене (Матери-богини Фригии). В III ст. н. э. он был разрушен для прокладки Колоннадной улицы длиной 450 м. Она была завершена около 400 года.
Во времена римского правителя Домициана начинается сооружение Храма Зевса. В дальнейшем известно о помощи императора Адриана и эвергетизма (меценатской помощи) Марка Апулея Эврикла. Этот храм сохранился как нельзя лучше среди других сооружений. Позже монголы-чавдар вырезали на храме конные и боевые сцены. Храм псевдодиптеральный, с восемью колоннами на концах и пятнадцатью по бокам (35 м×53 м). Он был повреждён землетрясением 1970 года в Гедиге, с тех пор его восстановили.
На юге во времена династии Антонинов, во второй половине II ст. н. э., был возведён величественный рынок (мацеллум).
После 160 года началось сооружение комплекса театра и стадиона, возведённые рядом друг с другом и объединённые (итого составляли 33,5 тыс. мест), является уникальным в античном мире. Окончательно завершено строительство к середине III ст. Неподалёку в то же время были возведены первые термы. Веком позже были построены вторые термы, в северной части города. Впоследствии они после перестройки стали местом пребывания местного епископа.

## Исследование
Руины города были обнаружены европейскими путешественниками в 1824 году. После обследования в 1830-х и 1840-х годах были проведены систематические раскопки, проведённые Немецким археологическим институтом с 1926 года. Возобновлено исследование в 1970 году.
В январе 2021 года археологи во главе с доктором Элифом Озером из Университета Памуккале сообщили, что обнаружили тайник, содержавший 651 римскую монету, датированную примерно 2100 лет назад, в кувшине, зарытом у потока. Исследователи впервые обнаружили кувшин в 2019 году. 439 монет были денариями, а 212 — кистофоры из Пергама.